# ナチス戦争犯罪と日本帝国政府の記録の各省庁作業班
ナチス戦争犯罪と日本帝国政府の記録の各省庁作業班 (IWG)とは、ナチスドイツおよび旧日本軍の戦争犯罪に関連する機密文書を機密解除し、再調査する目的の、アメリカ合衆国政府の省庁間作業班である。この作業班は"ナチス戦争犯罪情報公開法"および"日本帝国政府情報公開法"によって結成された。調査結果は2007年4月に報告書として合衆国政府に提出された。通称IWG報告。
なお機密扱いを受けていなかった文書は当該作業班の管轄外である。

## 慰安婦関連
エドワード・J・ドレアは、日本の戦争犯罪に焦点を当てた報告書"日本の戦争犯罪調査、序文"にて慰安婦関連の資料が欠けている理由を以下のように分析している。
"戦前の日本では認可を受けた売春が合法であった。そして連合国側は散見された彼らの渡航システムを国内の取り組みの延長と思っていた。よって日本兵の強姦、彼らが占領地での目だった犯罪、それらを起訴することが"慰安婦"の状況を調査することよりも優先された。彼女らは日本軍の使用人によって望まぬ売春をさせられた被害者としてではなく、専門の売春婦だと思われていた。"
さらに、楊大慶は、かの種の行為が犯罪には問われなかったと記述している。
 "日本への反感を減らすため、また軍隊内での性病の蔓延を防止するため、1932年には、日本軍は民間の商人と慰安所設置の契約を結ぶようになっていた。この行為は連合軍側としても法廷に提起する犯罪ではないとしか認識がなかった。(オランダ領東インドのケースが例外)"
また、日本軍が400人余りの中国人女性を連れて行ったという中国語新聞の翻訳記事や、慰安婦になることを拒否する現地女性への、威嚇の可能性を示唆する尋問書の発見が報告されている。
マイケル・ヨンは「これだけの規模の調査で何も出てこないことは『20万人の女性を強制連行して性的奴隷にした』という主張が虚構であることを証明した。日本側は調査を材料に、米議会の対日非難決議や国連のクマラスワミ報告などの撤回を求めるべきだ」と述べた。

## 報告書一覧
- “Implementation of the Nazi War Crimes Disclosure Act, An Interim Report to Congress”.   The U.S. National Archives and Records Administration (1999年10月). 2016年1月3日閲覧。
- “Implementation of the Japanese Imperial Government Disclosure Act and the Japanese War Crimes Provisions of the Nazi War Crimes Disclosure Act, An Interim Report to Congress”.   The U.S. National Archives and Records Administration (2002年3月). 2016年1月3日閲覧。
- “Researching Japanese War Crimes, Introductory Essays”.   Nazi War Crimes and Japanese Imperial Government Records Interagency Working Group (2006年). 2016年1月3日閲覧。
- “Nazi War Crimes & Japanese Imperial Government Record Interagency Working Group, Final Report to the United States Congress”.   Nazi War Crimes and Japanese Imperial Government Records Interagency Working Group (2007年4月). 2016年1月3日閲覧。